# Żyły osierdziowe
Żyły osierdziowe (łac. venae pericardiacae) – w anatomii człowieka naczynia żylne zbierające krew z osierdzia. Żyły osierdziowe uchodzą do żyły ramienno-głowowej oraz do żyły nieparzystej.